# 柴健次
柴 健次（しば けんじ、1953年（昭和28年）9月4日 - ）は、日本の会計学者。専門は会計学（情報開示・会計理論・企業会計・公会計・簿記・会計教育）。学位は、博士（商学）（関西大学・論文博士・2003年）。関西大学大学院会計研究科教授。

## 来歴
1953年9月4日、大阪府生まれ。1972年、大阪市立天王寺商業高等学校卒業。1978年、大阪府立大学経済学部経営学科卒業。1980年、神戸商科大学（現在の兵庫県立大学）大学院経営学研究科博士前期課程修了。指導教授は吉田寛が務めた。1982年、神戸商科大学大学院経営学研究科博士後期課程中途退学。2003年、「市場化の会計学 : 市場経済における制度設計の諸相」で関西大学より博士（商学）の学位を取得。
1982年から1983年まで大阪府立大学経済学部助手。1983年から1987年まで同学部専任講師。1987年から1995年まで同学部助教授。この間、1993年から1994年まで、イギリスのロンドン・スクール・オブ・エコノミクス (LSE) 客員研究員。1995年から1996年まで同学部教授。1996年から2006年まで関西大学商学部教授。この間、2001年にロンドン・スクール・オブ・エコノミクス客員研究員。同年から2002年までスペインのアルカラ大学客員研究員。2006年からは関西大学大学院会計研究科教授。同年から2012年まで同研究科長。2008年から早稲田大学パブリックサービス研究所招聘研究員。
また、2011年から日本会計教育学会会長、2012年から日本ディスクロージャー研究学会名誉会長、2015年から日本会計研究学会学会賞審査委員などを務めている。以前には、2003年から2005年まで税理士試験委員、2005年から2010年までディスクロージャー研究学会会長、2006年から2008年まで公認会計士試験委員、2006年から2012年まで会計大学院協会理事、2007年から2014年まで日本学術会議連携会員、2010年から2012年まで日本ディスクロージャー研究学会会長となっていた。
1991年、「金融資産の証券化と資産の認識」により、日本会計研究学会賞を受賞した。

## 著作

### 学位論文
- 「市場化の会計学 : 市場経済における制度設計の諸相」、関西大学〈博士学位論文（乙第304号）〉、2003年2月28日、NAID 500000443115。
- 「為替換算会計の制度的研究」、神戸商科大学〈修士学位論文〉、1980年3月。[1]

### 単著
- 『外貨換算会計論』大阪府立大学経済学部〈大阪府立大学経済研究叢書 65〉、1987年3月。 NCID BN01923405。
- 『テキスト金融情報会計』中央経済社、1999年5月。ISBN 978-4502165139。 NCID BA41355248。
- 『自己株式とストック・オプションの会計』新世社、サイエンス社（発売）〈ライブラリ会計学最先端 8〉、1999年10月。ISBN 978-4883840038。 NCID BA43638866。
- 『市場化の会計学 : 市場経済における制度設計の諸相』中央経済社、2002年11月。ISBN 978-4502193309。 NCID BA59435416。

### 共著
- 黒川行治、柴健次、内藤文雄、林隆敏、浅野敬志『分析利益情報の変容と監査』中央経済社、2011年4月。ISBN 978-4502435607。 NCID BB05565131。

### 編著
- 『会計教育方法論』関西大学出版部、2007年2月。ISBN 978-4873544410。 NCID BA80809549。
- 『テキスト金融商品会計』中央経済社、2007年10月。ISBN 978-4502278402。 NCID BA83524818。
- 『会計専門職のための基礎講座』同文舘出版、2008年10月。ISBN 978-4495192716。 NCID BA87271758。
- 『IFRS教育の基礎研究』創成社、2012年8月。ISBN 978-4794414472。 NCID BB10559138。
- 『IFRS教育の実践研究』創成社、2013年2月。ISBN 978-4794414526。 NCID BB12202400。
- 『公共経営の変容と会計学の機能』同文舘出版、2016年12月。ISBN 978-4495202811。 NCID BB22714602。
- 『財政の健全化と公会計改革』関西大学出版部〈研究双書 168〉、2018年3月。ISBN 978-4873546711。 NCID BB25850822。
- 『異文化対応の会計課題 : グローバルビジネスにおける日本企業の特徴』同文舘出版、2019年7月。ISBN 978-4495209513。 NCID BB28507065。

### 共編著
- 隅田一豊、柴健次 編『財務諸表論 : 会計士二次試験短答式標準問題』吉田寛監修、税務経理協会、1995年5月。ISBN 978-4419023522。 NCID BN13809280。
- 隅田一豊、柴健次 編『財務諸表論 : 新出題傾向会計士二次試験短答式』吉田寛監修、税務経理協会、1995年12月。ISBN 978-4419025014。 NCID BN15926423。
  - 隅田一豊、柴健次 編『財務諸表論 : 新出題傾向会計士二次試験短答式』吉田寛監修（増補版）、税務経理協会、1996年12月。ISBN 978-4419026479。 NCID BA3112239X。
- 吉田寛、柴健次編著 編『グローバル経営会計論』税務経理協会、1997年3月。ISBN 978-4419026837。 NCID BN1613840X。
- 松尾聿正、柴健次編著 編『日本企業の会計実態 : 会計基準の国際化に向けて』白桃書房、1999年6月。ISBN 978-4561340867。 NCID BA42299845。
- 柴健次、松尾聿正、笹倉淳史編著 編『簿記システムの基礎』国元書房、2003年9月。ISBN 978-4765800303。 NCID BA64438887。
- 平松一夫、柴健次編著 編『会計制度改革と企業行動』中央経済社、2004年6月。ISBN 978-4502245503。 NCID BA67423252。
- 柴, 健次、宗岡, 徹、鵜飼, 康著 編『公会計と政策情報システム』多賀出版〈ソシオネットワーク戦略研究叢書 4〉、2007年3月。ISBN 978-4811572314。 NCID BA81444773。
- 河崎照行、齋藤真哉、佐藤信彦、柴健次、高須教夫、松本敏史編著 編『財務会計論 : スタンダードテキスト 1(基本論点編)』中央経済社、2007年7月。ISBN 978-4502417009。 NCID BA82663728。
- 河崎照行、齋藤真哉、佐藤信彦、柴健次、高須教夫、松本敏史編著 編『財務会計論 : スタンダードテキスト 2(応用論点編)』中央経済社、2007年7月。ISBN 978-4502417108。 NCID BA82663728。
- 柴, 健次、須田, 一、薄井, 彰編著 編『現代のディスクロージャー : 市場と経営を革新する』中央経済社、2008年11月。ISBN 978-4502289507。 NCID BA87786543。
- 佐藤信彦、河崎照行、齋藤真哉、柴健次、高須教夫、松本敏史 編『財務会計論 : スタンダードテキスト 3(問題演習編)』中央経済社、2009年2月。ISBN 978-4502290503。 NCID BA82663728。
- 八田, 進二、柴, 健次、青木, 雅明 ほか 編『会計専門家からのメッセージ : 大震災からの復興と発展に向けて』同文舘出版、2011年9月。ISBN 978-4495196615。 NCID BB06812917。
- 北村, 敬子、新田, 忠誓、柴, 健次責任編集 編『企業会計の計算構造』中央経済社〈体系現代会計学 2〉、2012年10月。ISBN 978-4502238000。 NCID BB10615148。
- 柴, 健次、太田, 三郎、本間, 基照編著 編『大震災後に考えるリスク管理とディスクロージャー』同文舘出版、2013年3月。ISBN 978-4495198510。 NCID BB11956563。
- 柴健次、廣瀬幹好、向山敦夫、木口誠一編著 編『ビジネス・マネジメント』文眞堂、2013年9月。ISBN 978-4830947919。 NCID BB13640990。

### 監修
- アンソニー・ホップウッド、ピーター・ミラー編著 編『社会・組織を構築する会計 : 欧州における学際的研究』岡野浩、國部克彦、柴健次監訳、中央経済社、2003年11月。ISBN 978-4502240201。 NCID BA64797675。
- G-BEL 編『ビジネス・マネジメント』柴健次監修（第2版）、文眞堂、2017年3月。ISBN 978-4830949364。 NCID BB23554807。